# Samarkandyk (Landgemeinde)
Samarkandyk (kirgisisch Самаркандек айыл аймагы, auch Samarkandek) ist eine Landgemeinde (ajyl aimagy) im Rajon Batken des Oblus Batken in Kirgisistan. Sie besteht aus 4 Dörfern.
Das Verwaltungszentrum ist das Dorf Samarkandyk. Im Jahr 2009 hatte die Landgemeinde 9291 Einwohner. Bis 2023 wuchs die Bevölkerung auf 13.969 Einwohner.
| Dorf         | Kirgisischer Name | Einwohnerzahl (2023) |
| ------------ | ----------------- | -------------------- |
| Samarkandyk  | Самаркандык       | 7831                 |
| Dschangy-Bak | Жаңы-Бак          | 2751                 |
| Pasky-Aryk   | Паскы-Арык        | 2497                 |
| Ming-Örük    | Миң-Өрүк          | 0890                 |